# Humphrey Bradley
Pour les articles homonymes, voir Bradley.
Humphrey Bradley est un ingénieur spécialisé en hydraulique et entrepreneur hollandais, né à Berg-op-Zoom dans la province de Brabant aux Pays-Bas. La date et le lieu de son décès sont inconnus. On sait qu'il est vivant en 1625 car il est mentionné dans un acte, et qu'il est mort en 1639 quand on demande le renouvellement de l'édit de 1607 au profit de Noël Champenois. Raphaël Morera cite un acte notarié daté de l'automne 1626 se trouvant dans les Archives nationales faisant référence au "défunt" Humphrey Bradley,. Cependant, des actes ont continué à être faits en son nom après cette date.

## Biographie

### Aux Pays-Bas
Humphrey Bradley est le fils de John Bradley, commerçant anglais installé à Berg-op-Zoom au XVIe siècle. John Bradley s'est marié en 1553 avec Anna van der Dilft. En 1561, il a obtenu de la reine Élisabeth Ire une patente régularisant son commerce. Il est incarcéré en 1570 dans les prisons du duc d'Albe. Il est alors qualifié de concierge de la maison des Anglais à Berg-op-Zoom.
Humphrey Bradley a reçu une éducation soignée. De père anglais et de mère brabançonne, il parle anglais et néerlandais. Il a appris le français et italien qu'il sait écrire. Éduqué dans une région où on maîtrise l'hydraulique, il y a appris à maîtriser les eaux sur les chantiers. 

### En Angleterre
Il apparaît dans la documentation en 1584 dans le dossier du port de Douvres. Le port s'étant ensablé au XVIe siècle, il est pratiquement devenu inutilisable. En 1575, le maire de Douvres et les jurats ont écrit au Conseil privé de la reine pour lui faire par de la grave situation du port. Les édiles ont dépêché en Flandres une mission pour recruter des hydrauliciens pour proposer des solutions pour remettre en état le port. En 1581, des ouvriers flamands travaillent sur le chantier du port de Douvres. Thomas Digges a la responsabilité du chantier dans les années qui suivent. La seule participation d'Humphrey Bradley sur ce projet a été la rédaction de deux mémoires en 1584.
En 1585, la reine d'Angleterre promulgue en 1585 le General Drainage Act pour accroître la surface agricole du royaume. Par cet acte, la reine octroie un privilège au capitaine Thomas Lovell pour assécher les Fens et tous les marais intérieurs ou littoraux qu'il désire. Bradley est chargé de préparer le dossier technique et l'organisation des travaux d'assèchement des Fens. Il remet à Lord Burghley son mémoire rédigé en italien le 3 décembre 1589. Il a été choisi grâce à sa connaissance de deux personnages importants, Sir William Russell, baron de Thornhaugh, et Sir Thomas Cecil, ou Lord Burghley, qui ont rencontré Bradley aux Pays-Bas où ils ont pu apprécier son travail. Le 27 juin 1589, il s'est marié à Londres avec Anna Sermartens, originaire de Delft, fille d'Anna van Dalem dont la sœur de l'épouse de Joachim Ortell (mort à Londres le 3 octobre 1590), l'ambassadeur des Provinces-Unies en Angleterre. Après le projet d'assèchement des Fens, Bradley élabore un projet d'aménagement de la rivière Welland pour faciliter la navigation par le drainage des terres qui sont situées sur ses rives. Bradley est reconnu pour ses capacités par les investisseurs intéressés par les affaires hydrauliques en Angleterre, mais on n'a pas d'information sur la poursuite de ses affaires en Angleterre. On ne connaît qu'un mémoire sur un projet d'assèchement adressé à Lord Burghley en 1593 pour terminer le drainage des Fens. Cette opération a rencontré des difficultés financières qui vont entraîner la fin de l'expérience anglaise de Bradley. Le drainage des Fens n'a été terminé qu'en 1630 après la mobilisation d'investissements massifs.

### Dans le Wurtemberg
Avant de partir pour la France, Humphrey Bradley a travaillé pour le duc de Wurtemberg pour des travaux sur le Neckar.

### Entre les Provinces-Unies et la France
En juin 1596, Paul Trude Choart, duc de Buzenval, ambassadeur de France auprès des Provinces-Unies, demande à leurs États Généraux de fournir au roi quatre spécialistes dans la construction de digues et capables de l'aider dans la conduite du siège de La Fère. Les États Généraux acceptent l'envoi de deux ingénieurs en plus de Humphrey Bradley pour aider le roi de France « afin qu'ils le conseillent et l'instruisent dans les opérations que Sa Majesté doit conduire pour triompher de ses ennemis ». C'est ce qui est rappelé à Humphrey Bradeley dans l'ordre de mission qui lui est adressé par les États Généraux le 3 juillet 1596. Dans la délibération des États Généraux du 9 avril 1598 il est fait état d'une lettre d'Henri IV les remerciant de l'arrivée de Bradley et de six petits bateaux permettant de transporter de l'artillerie dans des cours d'eau de faible profondeur.
Raphaël Morera suppose que le recrutement d'Humprhrey Bradley a dû se faire par l'intermédiaire de Nicolas de Harlay. Ce dernier a eu une longue carrière diplomatique auprès des rois Henri III et Henri IV. En avril 1596, il a participé aux négociations entre l'Angleterre et Henri IV pour lutter contre les Espagnols qui menacent la Picardie. Il discute alors avec Lord Burghley. Ce dernier avait été un des correspondants de Bradley pour l'assèchement des Fens. Humphrey Bradley a pu être recommandé à Nicolas de Harlay par les Britanniques.
L'expérience anglaise de Bradley pour la conduite des opérations d'assèchement des marais a probablement été mise à profit pour la rédaction de l'édit du 8 avril 1599, Édit pour le dessèchement des marais, portant commission à cet effet à un étranger.

### En France
Le roi Henri IV le nomme Maître des digues et canaux du royaume en 1599. Par privilège spécial, sa mission s'étend sur tous les paluds et marais de France, qu'ils appartiennent au domaine royal, à l'Église, à la noblesse ou au tiers état.
Avec plusieurs associés huguenots originaire comme lui de la Flandre, il entreprend plusieurs dessèchements en Aunis dont le Marais de la Petite Flandre, en Auvergne et dans le Languedoc. De nombreux ingénieurs et financiers hollandais vont le suivre dans le Marais poitevin et dans le Marais de la Petite Flandre.
Outre la propriété de la moitié des terres asséchées, exemptées d'impôts pendant vingt ans, Bradley et ses associés bénéficieront de la naturalisation au bout de deux ans. De plus, les douze plus gros actionnaires seront anoblis, et les nobles peuvent participer à l'entreprise sans déroger. À la mort de Bradley, en 1639, tous ces avantages sont prorogés au profit de Pierre Siette, ingénieur géographe du roi en poste à La Rochelle.
En 1642, celui-ci crée la Société du Petit-Poitou, un modèle appelé à faire école, où les capitaux hollandais sont majoritaires, mais qui intègre également des hommes d'affaires parisiens et surtout poitevins.
La première étude sérieuse sur le Canal de Bourgogne, reliant la Méditerranée à Paris par la Saône, soit une connexion directe évitant Gibraltar aux marchandises, est aussi due à Humphrey Bradley, vers 1605. Henri IV, qui l'a employé comme maître des digues dans le Marais poitevin, lui confie alors une étude sur une jonction de la Seine à la Saône en Auxois par l'Yonne, l'Armançon et l'Ouche, préfigurant déjà le futur tracé du canal. Mais, bien que le projet soit dans son programme, Sully donne la priorité à la liaison Loire-Seine par le canal de Briare plus facilement et rapidement réalisable.

## Écrits
- Humphrey Bradley, Concerning points to be resolved on touching Dover Harbour by Paul Ivye and Humphroy Bradley, 1584.
- Humphrey Bradley, Advys (under correcting of better Judgement) of Humfre [sic] Bradley touching Douvre works for the beche, sluys, harbour or pent, and banck, rapport du 31 octobre 1584.
- Humphrey Bradley, Discorso sopra il stato delle paludi over terre inundate (volgarmente fennes), 3 décembre 1589, British Library, Lansdowne Manuscripts, vol. 60, pièce 74, fols 85-89. Une traduction de ce texte se trouve dans une annexe du livre de H.C. Darby, The Draining of the Fens, Cambridge University Press, 1956.
- Humphrey Bradley, Project for the drayning of the fennes in the counties of Norfolke, South Lincolne, Cambridge, Northamton and Huntington, 1593.
- Humphrey Bradley, Mémoires sur la guerre présente entre la sérénissime Roine d'Angleterre et le roi Philippe, 29 mars 1591, British Library, Cotton Manuscripts, Galba D IX, fols 100-114.
- Letters of Humphrey Bradley :
  - 1593a : Letter to Lord Burghley, 29 mars 1593, Public Record Office, State Papers, 12/244/97 ;
  - 1593b : A project for the drayning off the fennes, Lansdowne Manuscripts, vol. 74, pièce 65, fols 180-183 ;
  - 1593c : Sommary poincts for advancing off the fenne-causing [...] thys parlement, Lansdowne Manuscripts, vol. 74, pièce 65, fols 178.